# リスタート (映画)
『リスタート』は、2021年7月16日に公開の日本映画。監督は品川ヒロシ、主演はHONEBONEのボーカル担当・EMILY。2021年7月9日には北海道で先行上映が行われた。

## 製作
2018年に北海道下川町と吉本興業がSDGs推進における協定を結び、「下川町株式会社」というプロジェクトを立ち上げたことがきっかけとなり、クラウドファンディングによる700名からの支援によって制作された。

## キャスト
- 杉原未央：EMILY（HONEBONE）[1][2]
- 大輝：SWAY（DOBERMAN INFINITY / 劇団EXILE）[1][2]
- 品田誠
- 朝倉ゆり（エラバレシ）
- 夏目ベール（純情のアフィリア）
- 藤井俊輔
- 向井日菜海
- 阿部隼也
- かんた
- 岩崎う大
- もりももこ
- 西野亮廣（キングコング）
- 松田大輔（東京ダイナマイト）
- 庄司智春（品川庄司）
- 小杉竜一（ブラックマヨネーズ）
- 未央の母親：黒沢あすか[4]
- 未央の父親：中野英雄[1][2]

## スタッフ
- 監督・脚本：品川ヒロシ
- 製作：岡本昭彦
- エグゼクティブプロデューサー：羽根田みやび
- チーフプロデューサー：片岡秀介、古賀俊輔
- プロデューサー：木本直樹、大日方教史
- 音楽：HONEBONE
- 撮影：Yohei Tateishi
- 照明：淡路俊之、津田道典
- 美術・装飾：遠藤剛
- 録音：光地拓郎
- 編集：須永弘志
- 衣裳：宮本まさ江
- ヘアメイク：泉宏幸
- 助監督：高土浩二
- 制作担当：金城恒次
- 監督助手：山城研二、西本美奈子
- ダンス指導：OCHI
- スタントコーディネーター：坂手透浩
- スチール：渡邊俊夫
- 制作進行：速水恵
- VFX：村上優悦
- 音響効果：丹雄二
- メインタイトルデザイン：加藤詩織
- 製作デスク：本山たえ
- 主題歌：EMILY「リスタート」
- クラウドファンディングパートナー：MOTION GALLERY
- スペシャルサポート：下川町
- 制作プロダクション：ザ フール
- 制作：吉本興業
- 配給・宣伝：吉本興業、ハピネットファントム・スタジオ
- 製作：吉本興業